# 席爾瓦 (北卡羅萊納州)
席爾瓦（英語：Sylva）是一個位於美國北卡羅萊納州傑克遜縣的城鎮。同時該地也是傑克遜縣的縣治。

## 人口
根據2020年美國人口普查的數據，席爾瓦的面積為8.21平方千米，皆為陸地。當地共有人口2578人，而人口密度為每平方千米314人。